# 4-Chlor-o-toluidin
4-Chlor-o-toluidin (p-Chlor-o-toluidin) ist eine chemische Verbindung aus der Gruppe der aromatischen Amine. Sie zählt zu den chlorsubstituierten Toluidinen und leitet sich vom o-Toluidin ab. Die Verbindung ist ein Karzinogen, das zu Blasenkrebs führt.

## Gewinnung und Darstellung
4-Chlor-o-toluidin wurde ab 1924 in Deutschland industriell hergestellt. Die Verbindung wurde erstmals 1870 von Friedrich Konrad Beilstein und Alfons Gottlieb Kuhlberg als Nebenprodukt bei der Reduktion von 2-Nitrotoluol mit Zinn und Salzsäure erhalten. Es wurde später durch direkte Chlorierung von o-Toluidin und durch Chlorierung von 2-Methylformanilid oder 2-Methylacetanilid mit anschließender Hydrolyse oder Alkoholyse hergestellt. In den USA wurde die Produktion 1979 eingestellt und 1986 die Einfuhr und der Vertrieb des Stoffes beendet. In der BRD wurde die Produktion und der Vertrieb 1986 eingestellt.

## Verwendung
- 4-Chlor-o-toluidin kann als Diazokomponente zur Synthese von Azofarbstoffen verwendet werden.
- Die Verbindung ist Ausgangsstoff für das Insektizid Chlordimeform.
- Echtrot-Salz TR:
4-Chlor-o-toluidin ist der Ausgangsstoff für Echtrot-Salz TR (C.I. Azoic Diazo Component 11), ein stabilisiertes Diazoniumsalz[13] zur Herstellung von Entwicklungsfarbstoffen. Es wird in der Biochemie für eine Immunfärbung mit einer Alkalische Phosphatase verwendet und reagiert mit Naphthol-AS-MX-Phosphat nach dessen enzymatischer Hydrolyse zu einem roten, in wässrigen Lösungen unlöslichen Azofarbstoff, z. B. beim Western Blot und in der Immunhistochemie.[14][15]
- Naphthol-AS-TR-Phosphat:
Durch Umsetzung von 4-Chlor-o-toluidin mit dem Säurechlorid der 2-Hydroxynaphthalin-3-carbonsäure ist Naphthol AS-TR zugänglich, das zu dem Phosphorsäureester Naphthol-AS-TR-Phosphat umgesetzt werden kann. Analog zu Naphthol-AS-MX-Phosphat kann diese Verbindung als Substrat zur Bestimmung der Alkalischen Phosphatase in Zellen oder zur Immunfärbung verwendet werden.